# Платформа 2349 километр
Платформа 2349 километр — станция (тип населённого пункта) в Кетовском районе Курганской области. Входит в состав Железнодорожного сельсовета.

## История
Станция возникла в 1896 году в связи со строительством железнодорожной будки. До 1917 года входила в состав Мало-Чаусовской волости Курганского уезда Тобольской губернии. По данным на 1926 год будка железнодорожная 250 км состояла из 6 хозяйств. В административном отношении входил в состав Курганского сельсовета Курганского района Курганского округа Уральской области.

## Население
| 1989 | 2002 | 2010 |
| ---- | ---- | ---- |
| 31   | ↘20  | ↘17  |

По данным переписи 1926 года в будке проживало 27 человек (13 мужчин и 14 женщин), в том числе: русские составляли 100 % населения.